# دولف فان دير ليندن
دولف فان دير ليندن (بالهولندية: Dolf van der Linden)‏ هو ملحن هولندي، ولد في 22 يونيو 1915 في فلاردينجن في هولندا، وتوفي في 30 يناير 1999 في فيسب في هولندا بسبب مرض.

## وصلات خارجية
- دولف فان دير ليندن على موقع IMDb (الإنجليزية)
- دولف فان دير ليندن على موقع ميوزك برينز (الإنجليزية)
- دولف فان دير ليندن على موقع ديسكوغز (الإنجليزية)